# Photoscotosia rivularia
Photoscotosia rivularia là một loài bướm đêm trong họ Geometridae.